# Agrilus rifkindi
Agrilus rifkindi es una especie de insecto del género Agrilus, familia Buprestidae, orden Coleoptera.
Fue descrita científicamente por Hespenheide *in* Hespenheide & Bellamy, 2009.